# Honda CG 125

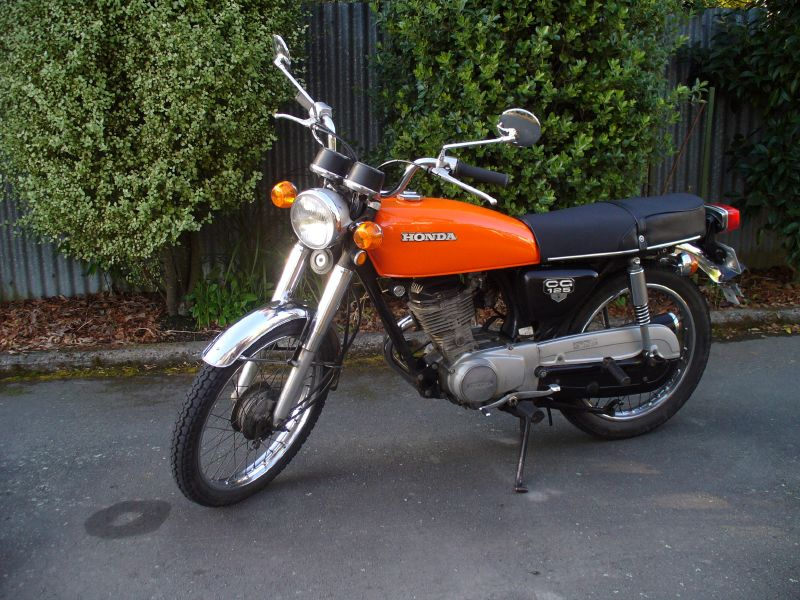
Honda CG 125

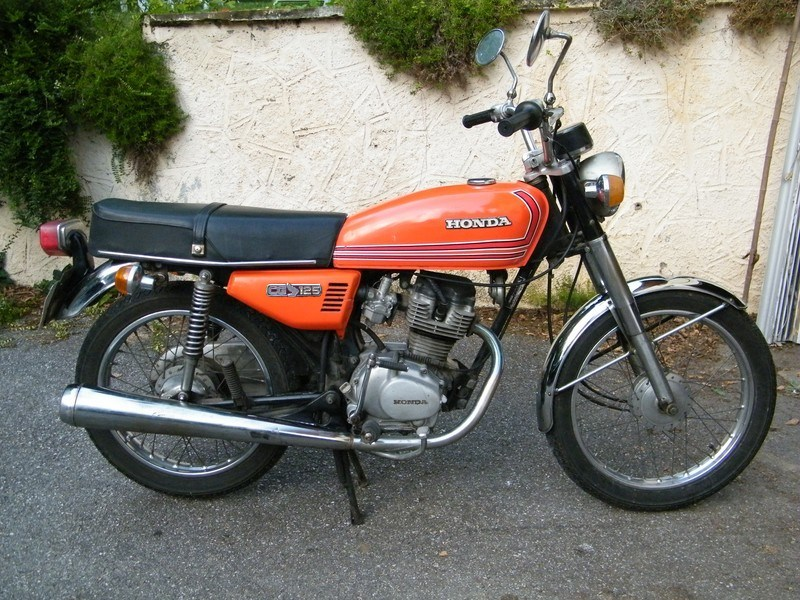
Honda CG 125

Die Honda CG 125 ist ein kleines Motorrad mit 124 cm³ Hubraum von Honda.
Es wurde Mitte der 1970er Jahre aus der Honda CB 125 entwickelt, weil sie weniger Wartung brauchte, als die Honda-Modelle CB 100 und CB 125. Der luftgekühlte Viertakt-1-Zylinder-Motor der CG leistet 8,08 kW (11 PS bei 8500/min) und 10 Nm (7000/min). Er unterscheidet sich vom Motor der CB 125 S bzw. CB 125 J dadurch, dass die Nockenwelle der CG die Ventile über Stoßstangen antreibt. Entwicklungsziel war Robustheit, einfache Wartung und geringer Benzinverbrauch. Ebenso, wie auf der Homepage des Herstellers geschrieben, „Betrieb mit mehr als 2 Personen“. Bis 2004 wurden in der CG geschlossene Kettenkästen eingebaut, seitdem gab es einfache Kettenschutze.
Das Motorrad wurde von Mitte der 70er bis Anfang der 80er in Europa verkauft.
Die Honda CG 125 hat auch heute noch den Ruf, ein anspruchsloses und sparsames Motorrad zu sein. 2009 wurde sie in Europa aufgrund der Euro3 Norm durch die CBF 125 abgelöst.